# Gérondif
Das Gérondif (deutsch „Gerundium“, nicht „Gerundivum“) ist eine Verbform in der französischen Sprache, die im Deutschen nicht existiert. Sprachgeschichtlich hat es sich aus dem Gerundium – nicht aus dem Gerundivum, wie die französische Bezeichnung vermuten lässt – des Lateinischen gebildet. Das lateinische Gerundium ist bei der Entwicklung vom Lateinischen zum Französischen formal mit dem Partizip Präsens zusammengefallen. Es wird heute nur noch mit der Präposition en verbunden.
Beispiel:
- En rentrant, j'ai trouvé une lettre de Wiki. Il l'avait écrite en m'attendant.

„Als ich heimkam, fand ich einen Brief von Wiki. Er hatte ihn geschrieben, während er auf mich wartete.“

## Bildung
Das gérondif (das Gerundium) entspricht heute formal dem Partizip Präsens, ist also wie dieses gleich der sogenannten ant-Form des Vollverbs (Stamm der 1. Person Plural Präsens + -ant) und wird im modernen Französisch immer und nur noch mit der Präposition en verbunden (früher waren auch andere Präpositionen möglich).
- manger: en mangeant (vgl. nous mangeons),
- finir: en finissant (vgl. nous finissons),
- vouloir: en voulant (vgl. nous voulons).

Die einzigen Ausnahmen sind
- être: en étant
- avoir: en ayant
- savoir: en sachant

## Gebrauch
Das Gérondif wird in der Schriftsprache und in der Umgangssprache verwendet; es kann entweder Temporal-, Konditional-, Konzessiv- oder Modalsätze ersetzen.
Ins Deutsche übersetzen kann man es
- als Nebensatz mit Konjunktionen wie wobei oder während (Il mangeait en chantant „Er aß, wobei/während er sang“),
- als Partizip („Er aß singend“) oder
- als substantivierten Infinitiv mit bei („Er aß beim Singen“).
- als beigeordneten Hauptsatz mit dem Konjuntionaladverb dabei („Er aß und sang dabei“)

Im Französischen wird das Gérondif wegen seiner Kürze relativ häufig verwendet.
Voraussetzung für die Benutzung des Gérondifs ist, dass die Subjekte in Haupt- und Nebensatz gleich sind.
Ferner kann es nur Nebensätze verkürzen, nie einen Hauptsatz.
- Je le vois quand je sors de l'école. =  Je le vois en sortant de l'école.
- Je mange et je corrige les exercices. = Je mange en corrigeant les exercices.
- Si je viens, je pourrai t'aider. = En venant, je pourrai t'aider.

Gérondif ist möglich, da gleiche Subjekte vorhanden sind.
- Si tu viens, je pourrai t'aider.

Das Gérondif ist hier nicht möglich, da verschiedene Subjekte vorhanden sind.
Das Gérondif drückt im Französischen aus:
- ein Mittel oder eine Art und Weise, wie etwas geschieht (dt.: indem)
- eine Bedingung (dt.: wenn)
- die Gleichzeitigkeit von Geschehnissen (dt.: während)
- die Verbindung zweier Hauptsätze (dt.: und)